# Адміністративний устрій Рахівського району
Адміністративний устрій Рахівського району — адміністративно-територіальний поділ Рахівського району Закарпатської області до  реформи 2020 року на 1 міську, 3 селищні ради і 17 сільських рад, які об'єднують 32 населені пункти та підпорядковані Рахівській районній раді. Адміністративний центр — місто Рахів.

## Список радРахівського району
| №  | Назва                             | Центр                 | Населені пункти                  | Площа км² | Місце за площею | Населення (2001), осіб. | Місце за населенням |
| -- | --------------------------------- | --------------------- | -------------------------------- | --------- | --------------- | ----------------------- | ------------------- |
| 1  | Рахівська міська рада             | м. Рахів              | м. Рахів                         |           |                 |                         |                     |
| 2  | Великобичківська селищна рада     | смт Великий Бичків    | смт Великий Бичків               |           |                 |                         |                     |
| 3  | Кобилецько-Полянська селищна рада | смт Кобилецька Поляна | смт Кобилецька Поляна            |           |                 |                         |                     |
| 4  | Ясінянська селищна рада           | смт Ясіня             | смт Ясіня с. Стебний             |           |                 |                         |                     |
| 5  | Білинська сільська рада           | с. Білин              | с. Білин                         |           |                 |                         |                     |
| 6  | Білоцерківська сільська рада      | с. Біла Церква        | с. Біла Церква                   |           |                 |                         |                     |
| 7  | Богданська сільська рада          | с. Богдан             | с. Богдан с. Бребоя              |           |                 |                         |                     |
| 8  | Верхньоводянська сільська рада    | с. Верхнє Водяне      | с. Верхнє Водяне с. Стримба      |           |                 |                         |                     |
| 9  | Видричанська сільська рада        | с. Видричка           | с. Видричка                      |           |                 |                         |                     |
| 10 | Водицька сільська рада            | с. Водиця             | с. Водиця с. Плаюць              |           |                 |                         |                     |
| 11 | Ділівська сільська рада           | с. Ділове             | с. Ділове с. Круглий с. Хмелів   |           |                 |                         |                     |
| 12 | Квасівська сільська рада          | с. Кваси              | с. Кваси с. Сітний с. Тростянець |           |                 |                         |                     |
| 13 | Косівсько-Полянська сільська рада | с. Косівська Поляна   | с. Косівська Поляна              |           |                 |                         |                     |
| 14 | Костилівська сільська рада        | с. Костилівка         | с. Костилівка с. Вільховатий     |           |                 |                         |                     |
| 15 | Лазещинська сільська рада         | с. Лазещина           | с. Лазещина                      |           |                 |                         |                     |
| 16 | Лугівська сільська рада           | с. Луги               | с. Луги с. Говерла               |           |                 |                         |                     |
| 17 | Лужанська сільська рада           | с. Луг                | с. Луг                           |           |                 |                         |                     |
| 18 | Розтоківська сільська рада        | с. Розтоки            | с. Розтоки                       |           |                 |                         |                     |
| 19 | Росішківська сільська рада        | с. Росішка            | с. Росішка                       |           |                 |                         |                     |
| 20 | Середньоводянська сільська рада   | с. Середнє Водяне     | с. Середнє Водяне с. Добрік      |           |                 |                         |                     |
| 21 | Чорнотисянська сільська рада      | с. Чорна Тиса         | с. Чорна Тиса                    |           |                 |                         |                     |

* Примітки: м. — місто, смт — селище міського типу, с. — село